# 矿博翼龙属
矿博翼龙属（学名：Mimodactylus）为翼龙目的一个属。属名来自“MIM”(黎巴嫩贝鲁特矿物博物馆Mineral Museum的缩写)+“dactylos”(来自希腊语“δκτυλο”,意思“手指”)。

## 下属物种
本属包括以下物种：
- 矿博翼手龙 Mimodactylus libanensis ，本种的化石发现于Hjola Lagersttte桑宁石灰岩层（Sannine Limestone），晚白垩世的森诺曼阶晚期，距今约9500万年前。[2]